# سعد بصيلي
السّعد البصيلي نوع نباتي يتبع جنس السعد من الفصيلة السعدية.

## الموئل والانتشار
موطنه الأصلي في أفريقيا والهند وأستراليا.

## الوصف النباتي
النبات معمر ينتشر بالجذامير.